# 케이티 믹슨
케이티 믹슨(Katy Mixon, 1981년 3월 30일 ~ )은 미국의 배우이다.

## 작품 목록

### 영화
- 스테이트 오브 플레이 - 론다 실버 역
- 올 어바웃 스티브 - 엘리자베스 역
- 로스트 인 더스트 - 제니 앤 역

### 드라마
- 아메리칸 하우스와이프 시즌 1 - 케이티 오토 역